# Pomacuma australiae
Pomacuma australiae är en kräftdjursart som först beskrevs av John Todd Zimmer 1921.  Pomacuma australiae ingår i släktet Pomacuma och familjen Bodotriidae. Inga underarter finns listade i Catalogue of Life.